# Розен, Натаниэль
Натаниэль Розен (англ. Nathaniel Rosen; род. 9 июня 1948, Алтадина) — американский виолончелист.
Вырос в Лос-Анджелесе. Начал учиться у Элеонор Шёнфельд, затем учился в Университете Южной Калифорнии у Григория Пятигорского, по окончании университета пять лет работал у Пятигорского ассистентом; занимался также в классе камерного ансамбля у Яши Хейфеца. В 1966 году впервые принял участие в Международном конкурсе имени Чайковского, был самым молодым среди 42 виолончелистов; а в 1978 году на Шестом конкурсе имени Чайковского, Розен получил первую премию. Годом раньше Натаниэль Розен выиграл Наумбурговский конкурс молодых музыкантов. Ещё в студенческие годы Розен играл в Лос-Анджелесском камерном оркестре, а в 1977 году стал первой виолончелью Питсбургского симфонического оркестра. С 1981 года Розен преподаёт в Манхэттенской школе музыки.